# Autovia

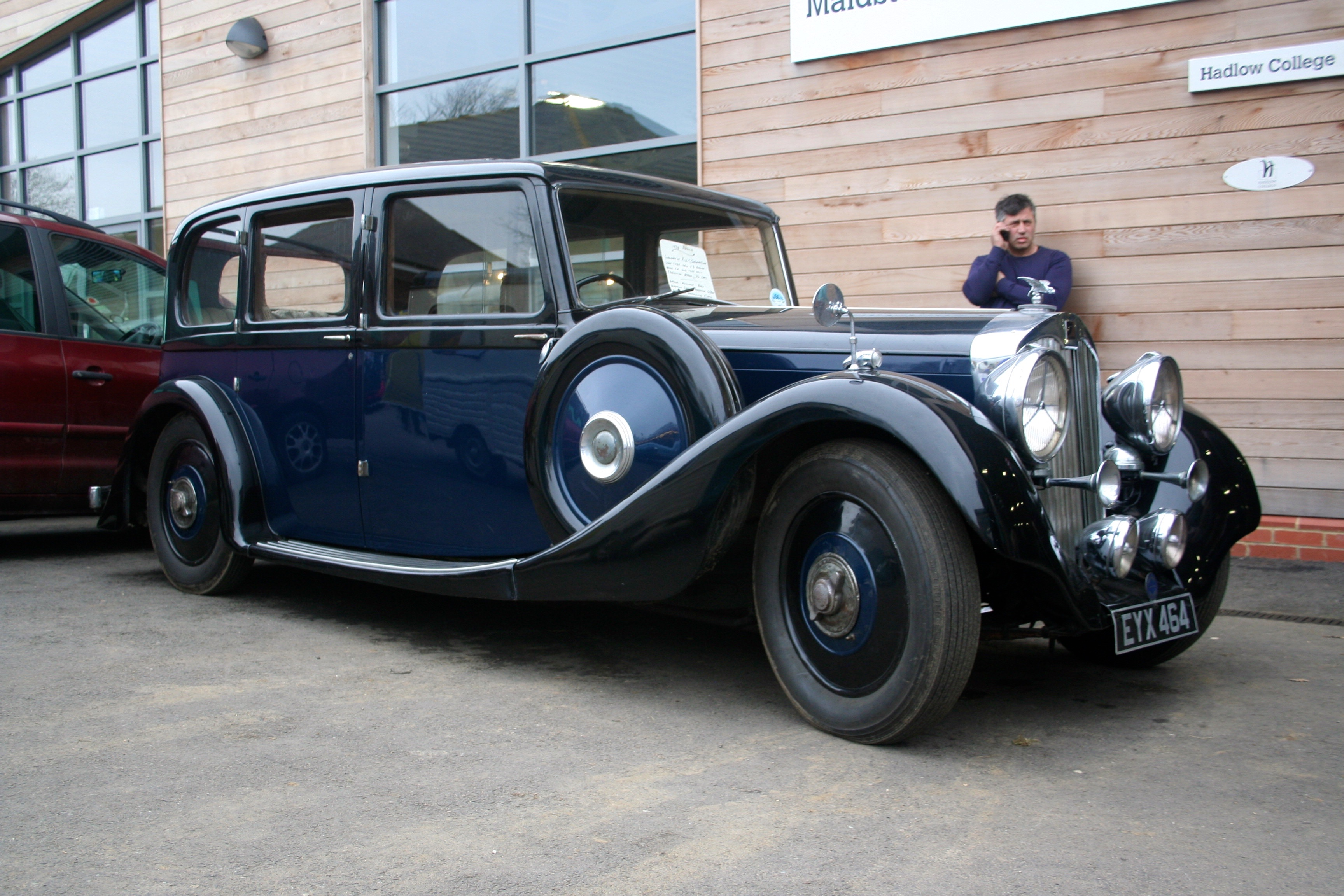
Autovia-limousin från 1938

Autovia var ett engelskt lyxbilsmärke knutet till Riley, vilket existerade mellan 1935 och 1938. Bilarna, som tillverkades 1937-1938 i Coventry, var försedda med en V8-motor på 2.849 cc samt förväljarlåda från Armstrong Siddeley och levererades med saloon- och limousinekarosser. Dessa tillverkades av Arthur Mulliner i Northampton. Chefskonstruktör för Autovia var C. M. van Eugen, som hade värvats från Lea-Francis. Av 44 tillverkade bilar finns 8 bevarade idag. Bilmärket försvann i samband med att Rileyfabriken gick i konkurs 1938.